# آپولودور دمشقی
آپولودور یا آپولودوروس دمشقی (زندگی در سدهٔ دوم میلادی) مهندس و معمار نبطی از دمشق سوریه بود که استعدادش در قرن دوم پس از میلاد شکوفا شد. از او به عنوان یک معماری چندین رساله فنی بجا مانده و خروجی معمارانه عظیمش در آن زمان برایش محبوبیت عظیمی به ارمغان آورد. او یکی از معدود معمارانی است که نامش از زمان باستان باقیمانده و اعتبارش به خاطر معرفی چندین نوآوری شرقی به سبک امپراتوری روم مانند تبدیل کردن گنبد به یک استاندارد است.

## زندگی‌نامه

نگاره‌ای پهن از فروم تراژان در رُم، ایتالیا. این فروم رومی به دستور امپراتور تراژان و توسط معمار برجستهٔ رومی آپولودور دمشقی، در سال ۱۰۶ میلادی، ساخته‌شد.

آپولودور احتمالاً نخست کارش را در ارتش شروع کرد و در آنجا بود که تراژان با او آشنا شد. امپراتور سپس او را با خود به رم برد و از او خواست تا پلی را بر روی دانوب برایش بسازد. تقریباً طراحی بیشتر ساختمان‌های امپراتوری دوران تراژان همچون حمام رومی، فروم تراژان، ستون تراژان و مجموعه بازار نزدیک به آن را منسوب به آپولودور می‌دانند. او تأثیر مهمی بر سبک معماری امپراتوری رومی داشت و علاوه بر آن، دانش بی‌عیبی از شیوه‌های پیشرفتهٔ ساختمان‌سازی را همراه با خود به آن سرزمین آورده بود که در بسیاری از پروژه‌هایش همچون پل عظیم تراژان که بر روی رودخانه دانوب در نزدیکی دروبتا-تورنو سورین در رومانی امروزی ساخته شده بود را می‌شد مشاهده نمود. همچنین طراحی و ساخت پانتئون و ویلا آدریانا (ویلای هادریان) در تیوولی در زمان امپراتوری هادریان را نیز به آپولودور دمشقی نسبت می‌دهند اما مدرکی دال بر درستی این ادعا وجود ندارد. او همچنین چندین مقالهٔ فنی را به رشتهٔ تحریر درآورده بود.
با وجود این آپولودور در زمان امپراتوری هادریان و بنا به نوشته‌های کاسیوس دیو به دلیل ایرادگیری از طراحی‌های ساختمانی او نخست از سوی امپراتور تبعید و سپس به اتهام بزهکاری اعدام شد. مرگ آپولودوروس احتمالاً در سال ۱۲۵، ۱۲۹ یا ۱۳۰ روی داده‌است. با وجود این بسیاری از پژوهشگران در درستی این موضوع تردید داشته و معتقدند که یک معمار، بر خلاف سناتورهایی که در آغاز حکومت هادریان اعدام شدند نمی‌توانسته خطری برای او داشته باشد، چه بسا که امپراتور بسیاری از پیشنهادهای او در زمینهٔ طرح‌هایش را نیز به کار بسته‌است؛ بنابراین آپولدور دمشقی احتمالاً به مرگ طبیعی مرده‌است.